# Ngựa
Ngựa (Equus ferus caballus) là một loài động vật có vú trong họ Equidae, bộ Perissodactyla (bộ móng guốc). Loài này được Linnaeus mô tả năm 1758., và là một trong số 8 phân loài còn sinh tồn cho tới ngày nay của họ Equidae. Ngựa đã trải qua quá trình tiến hóa từ 45 đến 55 triệu năm để từ một dạng sinh vật nhỏ với chân nhiều ngón trở thành dạng động vật lớn với chân một ngón như ngày nay.

## Nuôi dưỡng
Con người bắt đầu thuần dưỡng ngựa vào khoảng 4000 – 4500 TCN, và người ta tin rằng ngựa đã được nuôi phổ biến ở châu Âu vào khoảng 3000 TCN – 2000 TCN. Ngựa chiến được sử dụng rộng rãi trong chiến tranh, nhất là chiến tranh thời cổ.

## Tuổi đời
Tùy thuộc vào giống, sự quản lý và môi trường, thức ăn, nước uống v.v ngày nay ngựa có tuổi thọ khoảng 25 đến 30 năm. Con ngựa sống thọ nhất có thể kiểm chứng là "Old Billy", một con ngựa sống trong thế kỷ 19 với tuổi thọ là 62 năm. Hiện nay, Sugar Puff, con ngựa được liệt kê trong Sách Kỷ lục Guinness như là con ngựa pony già nhất còn sống trên thế giới, đã chết ngày 25 tháng 5 năm 2007 ở độ tuổi 56.

## Sinh sản
Ngựa cái mang thai kéo dài khoảng 335-340 ngày. Ngựa thường sinh một. Ngựa con có khả năng đứng và chạy một thời gian ngắn sau sinh. Ngựa bốn tuổi được coi là ngựa trưởng thành, mặc dù chúng tiếp tục phát triển bình thường cho đến khi sáu tuổi, thời gian hoàn thành sự phát triển của ngựa cũng phụ thuộc vào kích cỡ của ngựa, giống, giới tính và chất lượng chăm sóc.

## Giống ngựa
Ngựa giống nhỏ (Mirature Horses) là loài ngựa nhỏ nhất thế giới, chỉ cao từ 35 cm đến 47 cm. Loài ngựa này chỉ sống tập trung ở vùng núi Nam Carolina (Mỹ). Tuổi thọ trung bình của một chú ngựa này từ 40 đến 50 năm, trong khi đó, ngựa bình thường có tuổi thọ chỉ từ 20 đến 30 năm.